# Riparia
Riparia és un dels gèneres d'ocells, de la família dels hirundínids (Hirundinidae).

## Taxonomia
Segons la classificació del Congrés Ornitològic Internacional (versió 13.2, 2023), aquest gènere conté 5 espècies:
- Riparia paludicola - oreneta de ribera africana.
- Riparia chinensis - oreneta de ribera asiàtica.
- Riparia congica - oreneta de ribera del Congo.
- Riparia riparia - oreneta de ribera comuna.
- Riparia diluta - oreneta de ribera pàl·lida.

Tanmateix, segons altres obres taxonòmiques com el Handook of the Birds of the World i la quarta versió de la BirdLife International Checklist of the birds of the world (Desembre 2019), el gènere Riparia constaria de 6 espècies, car consideren que una subespècie de l'oreneta de ribera africana (R. paludicola cowani), seria una espècie apart. Segons aquest criteri, s'hauria d'afegir:
- Riparia cowani - oreneta de ribera de Madagascar.

L'oreneta de ribera de collar anteriorment es classificava també en el gènere Riparia. Tanmateix, un estudi genètic va trobar que pertanyia a un clade diferent d'altres membres del gènere, i va ser traslladat al gènere Neophedina que havia estat introduït el 1922 pel zoòleg sud-africà Austin Roberts.